# Rio Bonito do Iguaçu
Rio Bonito do Iguaçu is een gemeente in de Braziliaanse deelstaat Paraná. De gemeente telt 15.121 inwoners (schatting 2009).

## Aangrenzende gemeenten
De gemeente grenst aan Chopinzinho, Espigão Alto do Iguaçu, Laranjeiras do Sul, Nova Laranjeiras, Porto Barreiro, Quedas do Iguaçu, São João, Saudade do Iguaçu en Sulina.